# Діон Макколі
Діон Макколі (англ. Deon McCaulay; нар. 20 вересня 1987, Беліз) — белізький футболіст, нападник клубу «Атланта Сільвербекс» та національної збірної Белізу.

## Клубна кар'єра
У дорослому футболі дебютував 2005 року виступами за команду «Кремандала», в якій провів один рік. Після цього виступав за клуби «Беліз» та «Беліз Дефенс Форс».
2008 року вперше відправився за кордон, де недовго захищав кольори коста-риканського клубу «Пунтаренас». Після повернення знову захищав кольори «Беліз» та «Беліз Дефенс Форс».
2010 року Макколі відправився в Гондурас, де став захищати кольори місцевого клубу «Депортес Савіо». Більшість часу, проведеного у складі «Депортес Савіо», був основним гравцем атакувальної ланки команди, зігравши у 25 матчах чемпіонату.
З 2011 року два сезони захищав кольори клубу «Сіті Бойз Юнайтед», після чого перебрався в «Бельмопан Бендітс», де провів ще один сезон.
У березні 2014 року став гравцем американського «Атланта Сільвербекс» з Північноамериканської футбольної ліги, другого за рівнем дивізіону США. Відтоді встиг відіграти за команду з Атланти 1 матч в національному чемпіонаті.

## Виступи за збірну
2007 року дебютував в офіційних матчах у складі національної збірної Белізу. Був учасником відбіркових кампаній до чемпіонатів світу 2010 і 2014 років. У кваліфікації до ЧС-2014, 15 червня 2011 року, Діон відзначився першим у своїй кар'єрі хет-триком в воротах збірної Монтсеррату (5:2). З 2012 року Макколі є найкращий бомбардиром збірної Белізу, маючи на рахунку 16 м'ячів, причому перші 15 він забив всього за 20 ігор.
У складі збірної був учасником розіграшу Золотого кубка КОНКАКАФ 2013 року у США, де збірна програла всі матчі і зайняла останнє місце в групі.
Наразі провів у формі головної команди країни 29 матчів, забивши 16 голів.